# Колнооченко, Евстафий Савельевич
Евстафий Савельевич Колнооченко (10.09 1928 — 14.03.1999) — советский учёный и военный.

## Биография
Родился 10 сентября 1928 года.
Окончил Новочеркасский политехнический институт и курсы офицерского состава при Военно-морской академии (1951).
В Военно-морском флоте служил с 1950 года. С 1951 года прошёл служебные ступени — старший офицер, заместитель начальника, начальник отдела, заместитель начальника Управления ракетно-артиллерийского вооружения ВМФ.
Принимал активное участие в создании комплексов ракетного оружия с баллистическими ракетами подводных лодок и с крылатыми ракетами подводных лодок и надводных кораблей ВМФ.
С 1988 года находился в отставке. Проживал в Москве.
Похоронен на 10 уч. Троекуровского кладбища.

## Звания и Награды
- Награждён орденами Трудового Красного Знамени и «Знак Почета».
- Лауреат Государственной премии СССР (1977)[1] и Ленинской премии (1985)[2].